# Críticas a la econometría
Se han escrito muchas críticas sobre la utilidad de la econometría como disciplina y sobre sus notables defectos metodológicos en las prácticas de modelización.
A un nivel las críticas se basan en el hecho de que la estructura y el comportamiento económicos están sujetos a cambios, y las relaciones observadas en el pasado pueden no continuar en el futuro. Como observó Robert Lucas esto es particularmente cierto donde los cambios en la política económica se implementan sobre la base de modelos econométricos que no tienen en cuenta la posibilidad de cambios en los patrones como una respuesta deliberada a la política.
La Escuela austriaca rechaza completamente la validez de la econometría como método para predecir el comportamiento humano; en su lugar opta por utilizar el método deductivo. Asimismo algunos economistas postkeynesianos no gustan de emplear métodos econométricos, quizás influidos por la aversión de John Maynard Keynes al "árido formalismo matemático" en economía. A Joan Robinson le propusieron el puesto de vicepresidente de la Econometric Society, pero declinó arguyendo que no querría formar parte del comité editorial de una revista que "no podía leer".

## Dificultades en la especificación
Como otras formas de análisis estadístico, una mala especificación en los modelos econométricos puede conducir a correlaciones espurias donde dos variables están correlacionadas pero sin que haya entre ellas una relación de causalidad. El economista Ronald Coase llegó a decir que "si torturas los datos lo suficiente confesarán". McCloskey arguye que los trabajos econométricos publicados, los economistas tienden a depender excesivamente en técnicas estadísticas y a menudo fracasan en usar un razonamiento económico que incluya o excluya variables.
Las variables económicas no se aíslan fácilmente en pruebas experimentales. Edward Leamer sostiene que no hay una diferencia esencial entre el análisis econométrico y las pruebas controladas aleatorias o pruebas controladas que proporcionen un uso juicioso de técnicas estadísticas para eliminar los efectos de colinealidad entre las variables.
Los economistas a menudo se enfrentan con un gran número de variables colineales potencialmente explicativas, lo que da juego al sesgo del investigador para desempeñar un papel importante en su selección. Leamer argumenta que los economistas pueden mitigar mediante la ejecución de pruebas estadísticas con diferentes modelos especificados y descartar cualquier inferencias que resultan ser "frágil", concluyendo que "... los profesionales debidamente mantienen una creencia hasta que con una inferencia se puede demostrar que es lo suficientemente insensible a la elección de supuestos ".

## Críticas de Lucas
Robert Lucas criticó el uso de modelos econométricos en macroeconomía demasiado simplistas para predecir las implicaciones de una política económica, apuntando a que las relaciones estructurales observadas en los modelos históricos cambian si los agentes ajustan sus preferencias para reflejar cambios en las políticas. Lucas sostuvo que las conclusiones de una política a partir de modelos macroeconométricos eran inválidos en tanto en cuanto los agentes económicos podían cambiar sus expectativas y ajustar su comportamiento.
Lucas expuso que un buen modelo macroeconométrico debería incorporar fundamentos microeconómicos para modelizar los efectos de los cambios en las políticas, con ecuaciones que representen a los agentes respondiendo a cambios económicos basados en expectativas racionales sobre el futuro; esto implica que sus patrones de comportamiento podría ser diferentes si la política económica cambiase.
Los modelos econométricos complejos actuales tienen a diseñarse con la Crítica de Lucas y las expectativas racionales presentes, pero Robert Solow sostuvo que algunos de estos modelos no eran mejores ya que los supuestos hechos sobre el comportamiento económico a nivel microeconómico eran "generalmente ficticios".

## Otras críticas
Considerando la macroeconomía, Lawrence Summers ha criticado el formalismo econométrico, aduciendo que "la evidencia empírica en la que más confiamos y que provee la base más sólida para la teoría es la que requiere los análisis estadísticos menos sofisticados". Ejemplifica con dos estudios macroeconométricos muy alabados (Hansen & Singleton (1982, 1983), y Bernanke (1986)), y arguye que aunque ambos emplean de manera brillante los métodos econométricos, los dos estudios no prueban realmente nada sobre la que la teoría futura se pueda construir. Observa que en las ciencias naturales, "los investigadores se apresuran en comprobar la validez de las afirmaciones hechas por laboratorios rivales y trabajan sobre ellas," Summers apunta a que esto raramente ocurre en economía, lo que para él es el resultado de que "los estudios econométricos pocas veces son un input importante en la formulación teórica o en la evolución de la opinión profesional". Para Summers:

La investigación empírica se ha caracterizado por los intentos de medir la fuerza de las asociaciones antes que estimar los parámetros estructurales, por las caracterizaciones verbales sobre cómo podrían funcionar las relaciones de causalidad antes que explicitar modelos matemáticos, y por el uso hábil de experimentos antes que buscar una técnica estadística sofisticada para lograr una identificación.

## La crítica de la Escuela austriaca
La Escuela austriaca rechaza la econometría como herramienta aplicable a la economía, aduciendo que si bien es apropiada en las ciencias naturales donde los factores se aíslan en condiciones de laboratorio, las acciones humanas son demasiado complejas para semejante trato debido a que los humanos no son sujetos pasivos y no adaptativos. El economista Jeffrey Herbener ha dicho que "no hay características estadísticas para el comportamiento humano. Es intencional más que aleatorio, y cambiable más que constante". Los austriacos sostienen que se debería aislar los procesos lógicos de la acción humana. Mises llamó a esta disciplina praxeología. El método austriaco se basa en el uso del razonamiento deductivo a partir del cual se obtienen axiomas innegables y autoevidentes o hechos irrefutables sobre la existencia humana.
Según los austriacos, la deducción es preferible a la inducción en la interpretación de los desarrollos económicos, ya que si se lleva a cabo correctamente, conduce a conclusiones ciertas y a inferencias que deben ser ciertas si las asunciones subyacentes son precisas. Sostienen que la inducción no asegura la certidumbre como la deducción, ya que la información económica del mundo real es ambigua y está sujeta a multitud de influencias que no se pueden separar ni cuantificar, una causa o correlación de otra. Los austriacos por tanto argumentan que la econometría no tiene manera de verificar causa y efecto en los sucesos del mundo económico real, en tanto en cuanto los datos económicos pueden estar correlacionados a múltiples cadenas de causalidad.
La economistas ortodoxos son en general críticos con la metodología austriaca puesto que las conclusiones alcanzadas con la deducción lógica pura son limitadas y débiles.